# Entre enemigos
Entre enemigos es la primera novela del escritor italiano Andrea Molesini, publicada por primera vez en Italia en 2010 y traducida en inglés, francés, alemán, español, holandés, noruego, esloveno, danés, serbocroata y húngaro. 
La obra se desarrolla al final de la Primera Guerra Mundial, después de la batalla de Caporetto, y narra de la ocupación por parte de oficiales austríacos de Villa Spada, una mansión situada en las cercanías del Piave.
Los acontecimientos narrados se basan en hechos reales, tomados de El diario de la invasión de Maria Espada, tía abuela del autor.

## Argumento
Otoño 1917, Caporetto. Los austríacos llegan al río Piave, confiscan Villa Spada y la convierten en una base militar enemiga. La familia Spada, de repente, resulta ser huéspeda en su propia casa.
La novela está contada en primera persona por Paolo, un chico de diecisiete años que durante el último año de la Gran Guerra conoce por primera vez el amor, los celos, la venganza, y entiende que ganadores y vencidos están relacionados por la misma tragedia que atropella naciones y familias y amenaza cada orden conocido, cada recuerdo de civilización. «A generales poco inteligentes seguirán sargentos poco inteligentes», profetiza el abuelo. Así el chico se hace hombre, mientras una Italia derrotada prepara su reconquista. 

## Personajes
Hay una abuela matemática, que opone al enemigo el irritante silencio del su desprecio. Un abuelo que se finge escritor para evadir los enojos y una tía triste y pasional – de ella se enamora el comandante enemigo – que sostiene el destino de la casa con astucia y prudencia. Hay un secreto guardado por el guardián Renato, que es cojo pero orgulloso: «De donde vengo degollamos al jabalí, no al cerdo, y los halcones para nosotros son pollos». Hay Teresa, una cocinera curtida que también en un año de escasez sabe, si necesario, transformar una rata en un asado de conejo, y su hija Loretta, graciosa pero con poco cerebro, que por celo va a armar líos. Y luego hay Julia, una joven rica, roja, descarada y que te hace enamorar de ella a primera vista, protagonista de un escándalo del cual todo se sabe y nada se dice. Hay Padre Lorenzo, un cura sanguíneo que castiga el mundo con su aliento maloliente, y a veces con su involontario humor. Por fin hay el barón von Feilitzsch, el invasor, que pronto se da cuenta de que los ganadores de Caporetto van a perder la guerra, su patria, todo: su tristeza se vuelve gradualmente devastadora, confundiéndose con la de los sumisos italianos.

## Reconocimientos
- Ganador del Premio Campiello 2011.[1]
- Ganador del Premio Comisso 2011, sección Narrativa.
- Ganador del Premio Ciudad de Cuña Primera Novela (2010/2011).[2]
- Ganador del Premio Latisana para el Noreste (2011).